# Wdmuchiwarki światłowodowe

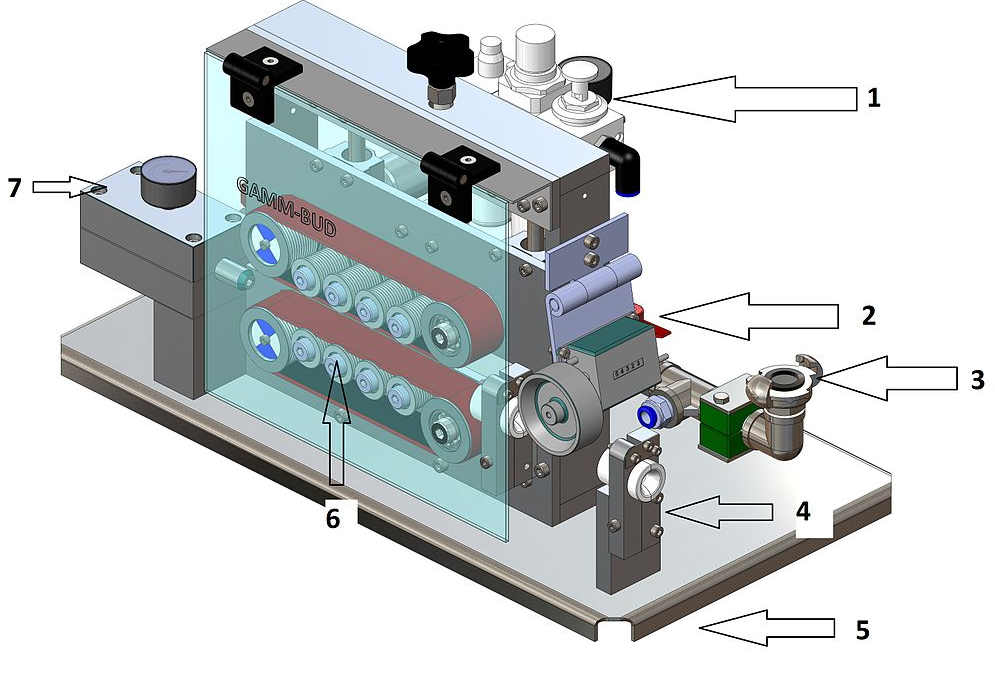
Schemat wdmuchiwarki do światłowodów

Wdmuchiwarki światłowodowe – maszyny do wprowadzania kabli światłowodowych w rury kanalizacji teletechnicznej  przy użyciu sprężonego powietrza lub wody.

## Budowa wdmuchiwarki
Wdmuchiwarka (ang. [cable blowing machine] lub [fiber blowing machine]) składa się z:
- głowicy która umożliwia pewne zamocowanie rury osłonowej w którą będzie wdmuchiwany kabel, oraz doprowadza medium (powietrze lub wodę) do tejże rury .Kabel wprowadzany do rury poprzez głowicę przechodzi przez układ uszczelnień niepozwalający do wypływu medium w kierunku maszyny.
- podajnika który przemieszcza kabel w kierunku głowicy.
- podstawy lub ramy do której mocowane są podzespoły wdmuchiwarki
- prowadzenia kabla, czyli zespołu tulejek lub rolek prowadzących kabel do głowicy
- przyłącza powietrza lub wody które w pewny i bezpieczny sposób pozwala doprowadzić medium do wdmuchiwarki
- licznika, który wskazuje długość (czasem i prędkość) wdmuchniętego kabla
- zespołu sterującego pozwalającego kontrolować prędkość przemieszczania kabla oraz siłę dopychającą podajnika

## Podział wdmuchiwarek
Wdmuchiwarki dzielone są:
- ze względu na przeznaczenie:
  - wdmuchiwarki do kabli klasycznych, czyli o średnicy zewnętrznej powyżej 10 mm
  - wdmuchiwarki do mikrokabli, czyli o średnicy zewnętrznej poniżej 10 mm

- ze względu na rodzaj podajnika:
  - z podajnikiem gąsienicowym
  - z podajnikiem rolkowym
  - z podajnikiem paskowym
  - głowice wdmuchujące bez podajników

- ze względu na rodzaj napędu:
  - z silnikiem pneumatycznym
  - z silnikiem hydraulicznym
  - z silnikiem elektrycznym
  - z napędem zewnętrznym (np. wkrętarka)

## Galeria

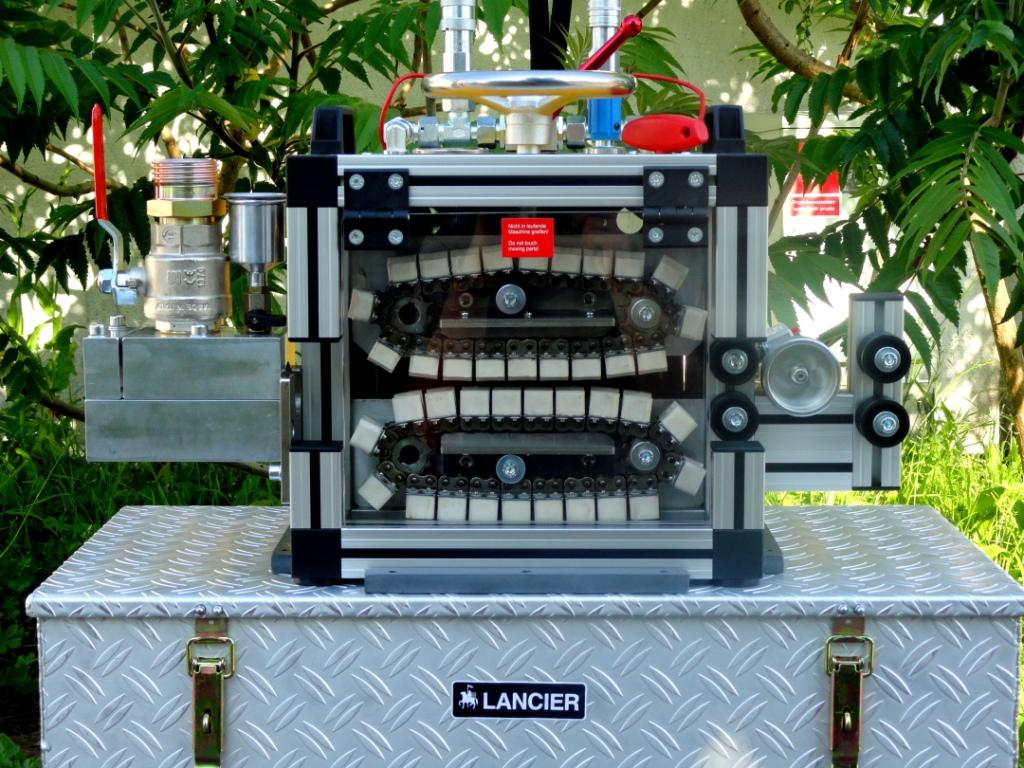
Wdmuchiwarka z podajnikiem gąsienicowym
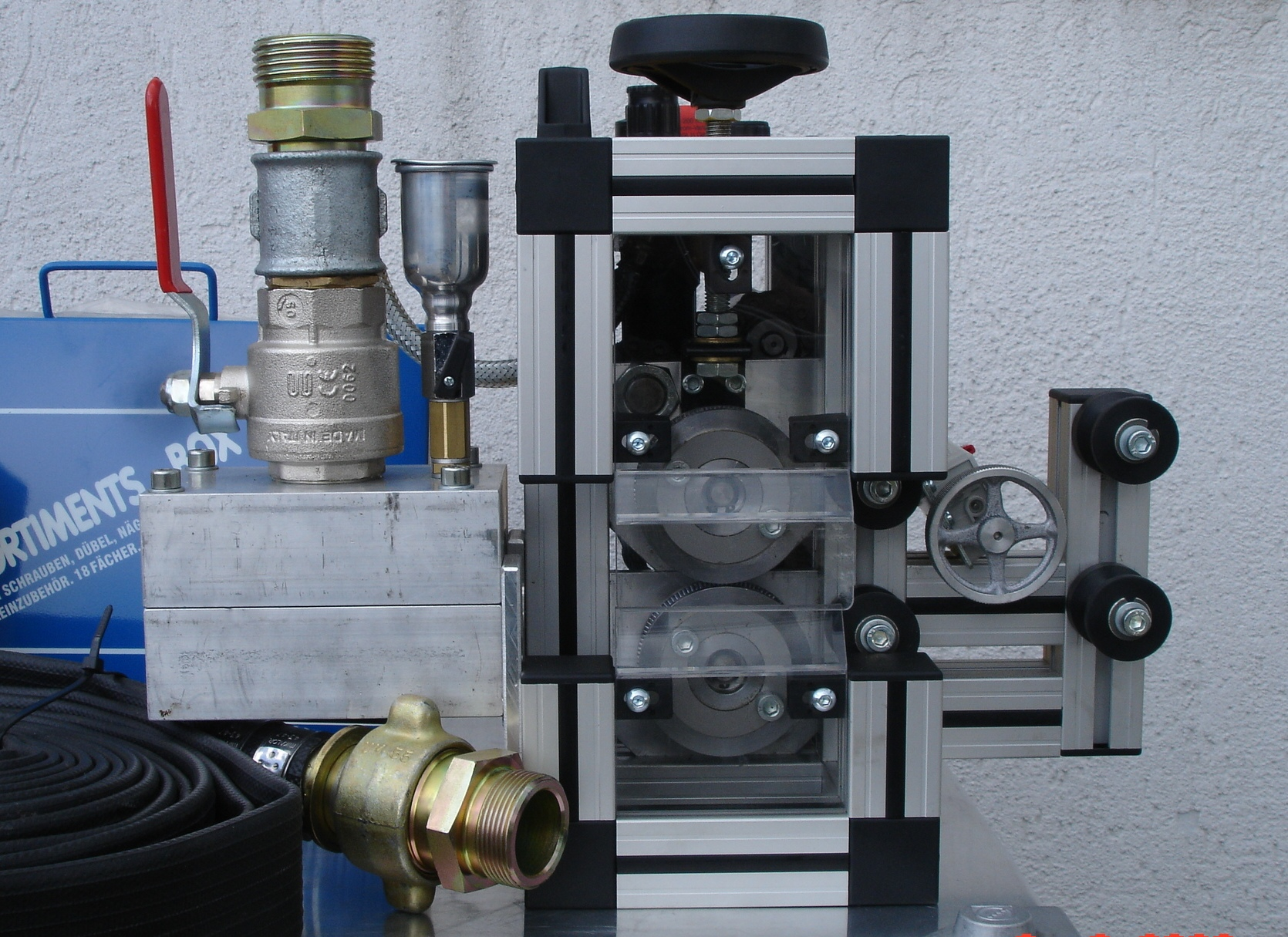
Wdmuchiwarka z podajnikiem rolkowym
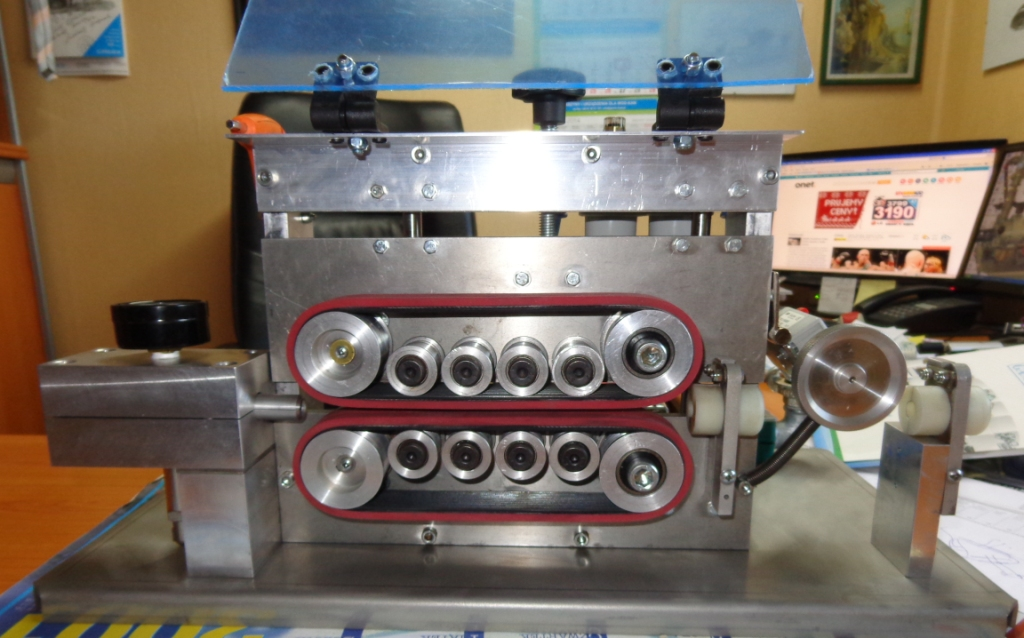
Wdmuchiwarka z podajnikiem paskowym
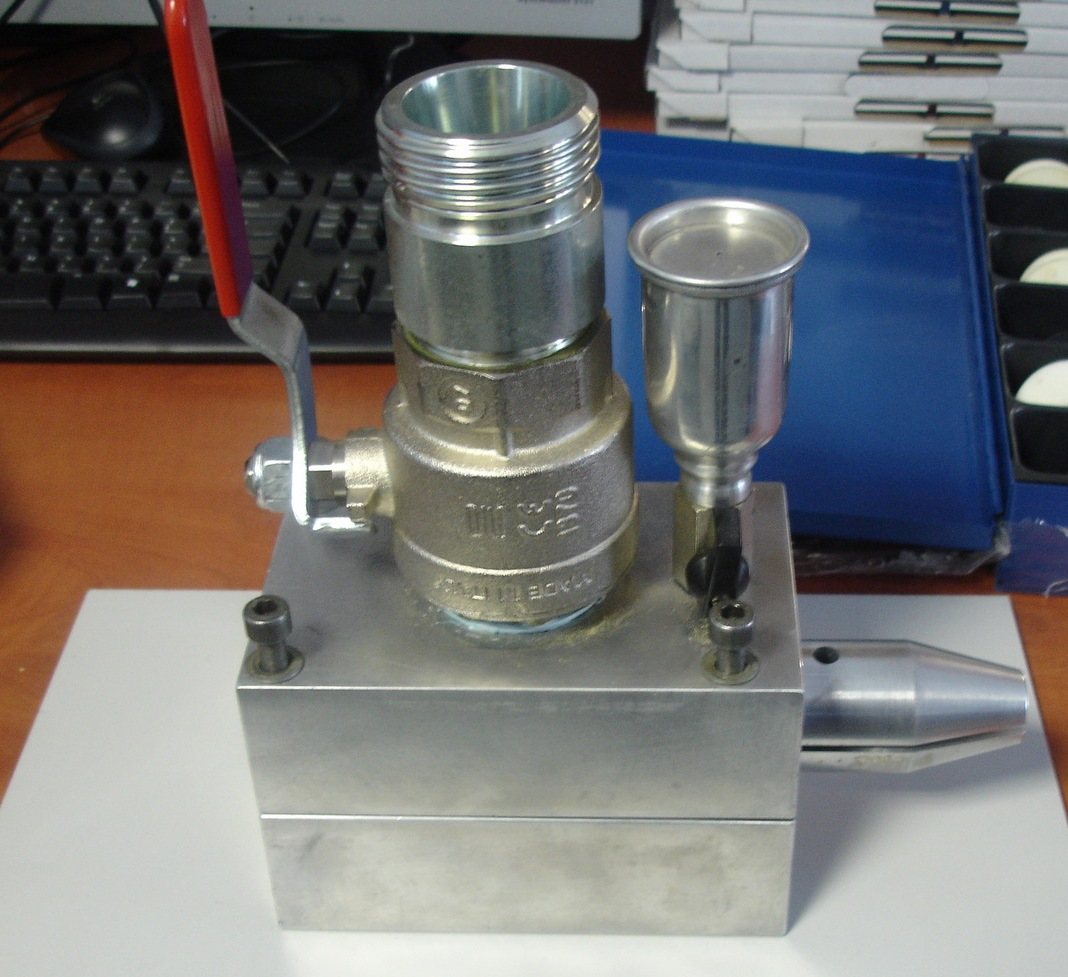
Głowica wdmuchująca